# پیتر گریگوری (بازیکن فوتبال)
پیتر گریگوری (انگلیسی: Peter Gregory؛ زادهٔ ۲۵ ژوئیهٔ ۱۹۹۲) بازیکن فوتبال اهل بریتانیا است.
از باشگاه‌هایی که در آن بازی کرده‌است می‌توان به باشگاه فوتبال ایست‌بورن بورو، باشگاه فوتبال ناتینگهام فارست، باشگاه فوتبال پورتسموث، باشگاه فوتبال بیرامار، و باشگاه فوتبال لوس اشاره کرد.